# Stroppo
Stroppo (en français Strop, en occitan Estròp) est une commune italienne du val Maira, au sein de la province de Coni, dans la région Piémont. Elle abrite une église construite entre les XIIe et XIIIe siècles au-dessus d'un éperon rocheux, dans laquelle se trouvent des fresques murales.

## Administration
| Période                                  | Période | Identité | Étiquette | Qualité |
| ---------------------------------------- | ------- | -------- | --------- | ------- |
|                                          |         |          |           |         |
| Les données manquantes sont à compléter. |         |          |           |         |

### Hameaux
Morinesio, Cucchiales, Conta, San Martino, Caudano, Centenero.

### Communes limitrophes
Elva, Macra, Marmora, Prazzo, Sampeyre

## Culture
- Église San Peyre
- Lazaret de Caudano